# 1926年5月28日政變
1926年5月28日政變，也被稱為5月28日革命，是一個以結束不穩定的葡萄牙第一共和國為目標的軍事行動。在新國家體制時期稱作國民革命（葡萄牙語：Revolução  Nacional）。
此次軍事政變展開了長達半世紀的軍事獨裁統治，直到1974年康乃馨革命前夕。1933年，國家專政改名為以威權主義為意識形態的新國家體制。1976年軍政府下台后，葡萄牙舉行民主選舉，結束了葡萄牙的軍事獨裁統治。
军事政变先在布拉加爆發，由曼努埃爾‧德奧利維拉‧戈梅斯‧達科斯塔將軍指揮。波爾圖、里斯本、埃武拉、科英布拉和聖塔倫的葡軍亦相繼響應。軍事政變以達科斯塔將軍和15000名士兵進入里斯本而受到群眾熱烈歡迎一事作為勝利的標誌。

## 大事記
- 5月27日
  - 曼努埃爾‧德奧利維拉‧戈梅斯‧達科斯塔將軍到達布拉加，為發起政變作出準備 。
  - 共和黨政府和總理安东尼奥·马里亚·达席尔瓦知道即將出現政變，並試圖組織抵抗。當時政府充分相信其有足夠能力將政變鎮壓。
- 5月28日 - 達科斯塔將軍在布拉加發動1926年5月28日政變（以下簡稱軍事政變）。最初，由於相信政變已經失敗，達科斯塔將軍宣布投降。
- 5月29日
  - 葡萄牙共產黨由於政治和軍事形勢而中斷第二次代表大會。
  - 全國工會聯盟（英语：Confederação Geral do Trabalho (Portugal)）宣布在軍事對抗中保持中立。
  - 軍事政變的影響蔓延到葡萄牙其他部分。若泽·门德斯·卡贝萨达斯、西諾‧德科德斯（英语：João José Sinel de Cordes）和奧斯卡‧卡莫納建立了國家專政 （Ditadura Nacional），對抗民主但不穩定的第一共和國。
  - 總理安东尼奥·马里亚·达席尔瓦宣佈辭職。
- 5月30日
  - 達科斯塔將軍在波爾圖受到熱烈歡迎。
  - 總統贝尔纳迪诺·马沙多宣佈辭職。
  - 若泽·门德斯·卡贝萨达斯接任為總理和共和國總統。
- 6月3日
  - 安東尼奧‧德奧利維拉‧薩拉查出任財政部長，他在接受任命後16天辭職。
  - 獨裁法令將葡萄牙共和國議會（國民議會）解散。
  - 所有市的首長都被取代。
  - 葡萄牙燒炭黨（英语：Carbonária）被取締。
  - 所有政黨都被取締。
- 6月17日 - 達科斯塔將軍再次挑起軍事政變。
- 6月19日 - 達科斯塔將軍接任總理。
- 6月22日 - 審查制度開始實施。
- 6月29日 - 達科斯塔將軍接任共和國總統。
- 7月9日
  - 達科斯塔將軍將迫下台，並流亡海外。
  - 軍事保守派的安東尼奧·奧斯卡·德·弗拉戈索·卡爾莫納將軍（António Oscar de Fragoso Carmona）接任總理 。
- 9月15日 - 軍事政變失敗。
- 9月18日 - 軍事政變失敗。
- 11月29日 - 卡爾莫納將軍接任共和國總統。
- 12月16日 - 創建了具政治警察身份的里斯本「信息警察」。